# 울주군의 행정 구역
울주군의 행정 구역은 6읍 6면으로 구성되어 있다. 울주군의 면적은 756.05km2이며, 인구는 2013년 12월 31일을 기준으로 80,442세대, 215,659명이다.

## 행정 구역
| 행정구역 | 한자   | 면적   | 세대   | 인구    | 행정 지도 |
| -------- | ------ | ------ | ------ | ------- | --------- |
| 온산읍   | 溫山邑 | 38.42  | 10,774 | 28,223  |           |
| 언양읍   | 彦陽邑 | 68.78  | 10,530 | 27,654  |           |
| 온양읍   | 溫陽邑 | 63.94  | 9,467  | 25,511  |           |
| 범서읍   | 凡西邑 | 77.16  | 20,920 | 66,020  |           |
| 삼남읍   | 三南邑 | 31.02  | 6,870  | 16,726  |           |
| 청량읍   | 靑良邑 | 59.91  | 5,653  | 14,321  |           |
| 서생면   | 西生面 | 36.84  | 4,019  | 9,043   |           |
| 웅촌면   | 熊村面 | 51.95  | 3,797  | 9,496   |           |
| 두동면   | 斗東面 | 63.49  | 1,875  | 3,977   |           |
| 두서면   | 斗西面 | 78.85  | 1,714  | 3,564   |           |
| 상북면   | 上北面 | 123.33 | 3,832  | 9,042   |           |
| 삼동면   | 三同面 | 62.35  | 991    | 2,082   |           |
| 울주군   | 蔚州郡 | 756.05 | 80,442 | 215,659 |           |

## 법정리
| 읍·면  | 법정리 |
| ------ | --- |
| 범서읍 | 구영리(九英里), 굴화리(屈火里), 두산리(斗山里), 망성리(望星里), 사연리(泗淵里), 서사리(西沙里), 입암리(立岩里), 중리(中里), 척과리(尺果里), 천상리(川上里)                                                                                 |
| 언양읍 | 구수리(九秀里), 남부리(南部里), 다개리(茶開里), 대곡리(大谷里), 동부리(東部里), 반곡리(盤谷里), 반송리(盤松里), 반연리(盤淵里), 반천리(盤泉里), 서부리(西部里), 송대리(松臺里), 어음리(於音里), 직동리(直洞里), 태기리(台機里), 평리(平里) |
| 온산읍 | 강양리(江陽里), 당월리(唐月里), 대정리(大亭里), 덕신리(德新里), 방도리(方島里), 산암리(山岩里), 삼평리(三平里), 우봉리(牛峰里), 원산리(元山里), 이진리(梨津里), 처용리(處容里), 학남리(學南里), 화산리(華山里)                             |
| 온양읍 | 고산리(高山里), 남창리(南倉里), 내광리(內光里), 대안리(大安里), 동상리(東上里), 망양리(望陽里), 발리(鉢里), 삼광리(三光里), 외광리(外光里), 운화리(雲化里)                                                                                 |
| 청량읍 | 개곡리(開谷里), 덕하리(德下里), 동천리(東川里), 문죽리(文竹里), 삼정리(三亭里), 상남리(上南里), 용암리(龍岩里), 율리(栗里), 중리(中里) |
| 삼남면 | 가천리(加川里), 교동리(校洞里), 방기리(芳基里), 상천리(象川里), 신화리(新華里) |
| 두동면 | 구미리(九味里), 만화리(萬和里), 봉계리(鳳溪里), 삼정리(三政里), 월평리(月坪里), 은편리(銀片里), 이전리(泥田里), 천전리(川前里) |
| 두서면 | 구량리(九良里), 내와리(內瓦里), 미호리(嵋湖里), 복안리(伏安里), 서하리(西河里), 인보리(仁甫里), 전읍리(錢邑里), 차리(次里), 활천리(活川里)                                                                                                 |
| 삼동면 | 금곡리(金谷里), 둔기리(芚基里), 보은리(寶隱里), 작동리(鵲洞里), 조일리(早日里), 출강리(出崗里), 하잠리(荷岑里) |
| 상북면 | 거리(巨里), 궁근정리(弓根亭里), 길천리(吉川里), 덕현리(德峴里), 등억알프스리(登億알프스里), 명촌리(鳴村里), 산전리(川前里), 소호리(蘇湖里), 양등리(楊等里), 이천리(梨川里), 지내리(池內里), 천전리(川前里), 향산리(香山里)                 |
| 서생면 | 나사리(羅士里), 대송리(大松里), 명산리(明山里), 서생리(西生里), 신암리(新岩里), 용리(龍里), 위양리(渭陽里), 진하리(鎭下里), 화산리(禾山里), 화정리(禾亭里)                                                                                 |
| 웅촌면 | 검단리(檢丹里), 고련리(古蓮里), 곡천리(曲泉里), 대대리(大垈里), 대복리(大福里), 석천리(石川里), 은현리(銀峴里), 초천리(椒泉里), 통천리(通川里)                                                                                             |

## 연혁
- 1962년 6월 1일 경상남도 울산군 울산읍, 방어진읍, 대현면, 하상면, 청량면 두왕리, 범서면 무거리, 다운리, 농소면 화봉리, 송정리를 울산군(蔚山郡)으로부터 울산시(蔚山市, 현 울산광역시)로 분리하고, 울산군은 울주군(蔚州郡)으로 개칭하였다.[2] (13면)

| 법률 제1068호                     |             |
| 구 행정구역                       | 신 행정구역 |
| 울산군 울산읍 일원                | 울산시 일원 |
| 울산군 방어진읍 일원              | 울산시 일원 |
| 울산군 대현면 일원                | 울산시 일원 |
| 울산군 하상면 일원                | 울산시 일원 |
| 울산군 청량면 두왕리              | 울산시 일원 |
| 울산군 범서면 무거리, 다운리      | 울산시 일원 |
| 울산군 농소면 화봉리, 송정리      | 울산시 일원 |
| 울산군(울산시 관할구역 제외) 일원 | 울주군 일원 |
- 1963년 1월 1일 서생면을 동래군으로 이속하였다.[3] (12면)
- 1963년 3월 1일 삼남면 소재 삼동출장소가 설치되었다. (12면 1출장소)
- 1979년 3월 1일 군청사를 북정동에서 옥동으로 이전하였다.
- 1983년 2월 15일 양산군 서생면을 울주군으로 편입하였다. (13면)
- 1989년 4월 1일 삼남면 삼동출장소를 삼동면으로 승격하였다. (14면)
- 1991년 1월 1일 울주군을 울산군(蔚山郡)으로 명칭을 환원하였다.
- 1995년 1월 1일 울산시와 울산군의 통합으로, 기존 울산군(읍·면) 지역을 관할하는 울산시 울주구(蔚州區)가 설치되었다.[4]
- 1995년 3월 2일 농소면이 농소읍으로 승격하였다. (1읍 13면)
- 1996년 2월 1일 온산면과 언양면을 각각 읍으로 승격하였다. (3읍 11면)
- 1997년 7월 15일 울산시가 울산광역시로 승격되어, 울주구(蔚州區) 일원(농소읍, 강동면 제외)을 관할로 자치군인 울주군을 설치하였다. 농소읍, 강동면을 울산광역시 북구에 편입하였다. (2읍 10면)
- 2001년 3월 1일 온양면과 범서면을 각각 읍으로 승격하였다. (4읍 8면)
- 2002년 8월 30일 남구 무거동의 굴화2택지개발사업지구 내 아파트 지역[5]이 울주군 범서읍 굴화리로 편입되고 울주군 범서읍 굴화리의 공공시설용지 지역[6]이 남구 무거동으로 편입됨.[7]
- 2018년 4월 1일 쳥량면을 청량읍으로 승격하였다. (5읍 7면)
- 2020년 11월 1일 삼남면을 삼남읍으로 승격하였다. (6읍 6면)